# Patara
Patara (Ptarra, Pataras, tijdens Hellenisatie Arsinoe (Ἀρσινόη) genoemd) was een haven- en handelsstad in de oudheid. Het lag aan de Middellandse Zee-kust van het huidige Turkije, ten westen van Kalkan, nabij Kaş, in de provincie Antalya.
De stad was hoofdzakelijk ontstaan door haar natuurlijke haven. De ligging was strategisch: omdat het de enige stad in de regio was dat direct aan zee en het ten zuidoosten van de monding van de Xanthosrivier lag, functioneerde het als internationale toegangspoort tot Lycië. Het beleefde dan ook hoogtijdagen in de klassieke oudheid: behalve voor de handel diende de haven als uitvalsbasis van de oorlogsvloot van Alexander de Grote, werd het hoofdstad van de Lycische liga en werd het door de Romeinen gebruikt voor de op- en overslag van het graan dat uit Alexandrië naar Rome werd vervoerd. Ook voor de Byzantijnen was het nog een belangrijke stad, maar daarna verloor Patara aan belang met het dichtslibben van de haven en werd het geleidelijk aan verlaten. De laatste teken van leven was volgens de historici in de 15e eeuw.
Heden is Patara een archeologische vindplaats en openluchtmuseum in een drasland estuarium aan de Turkse zuidkust, begrensd door het Patara-strand in het zuiden en het dorpje Gelemiş in noorden.

## Geschiedenis
De baai van Patara was een van de weinige veilige baaien aan de Lycische kust waar zeelieden beschutting konden vinden en was de hoofdreden voor het ontstaan van de eerste nederzetting aldaar. De haven was strategisch gelegen omdat het een verbindingspunt vormde tussen de Middellandse Zee en het nabijgelegen door steden en nederzettingen bevolkte Xanthos Vallei. Deze eigenschappen leidde ertoe dat Patara tot de belangrijkste havenstad in de regio uitgroeide.

### Oudste beschavingen
De eerste nederzetting in Patara was in de vroegste bronstijd, zo'n drieduizend jaar voor Christus. In de late bronstijd, dat was in de 13e eeuw v. Chr., was een Lukka-expeditie van de hettietenkoning Tudhaliya IV die naar Patara heeft geleid, toen Patar of Pttara genoemd. Rond 540 v.Chr. kwam Lycië onder de heerschappij van het Perzische Rijk.

### Klassieke oudheid

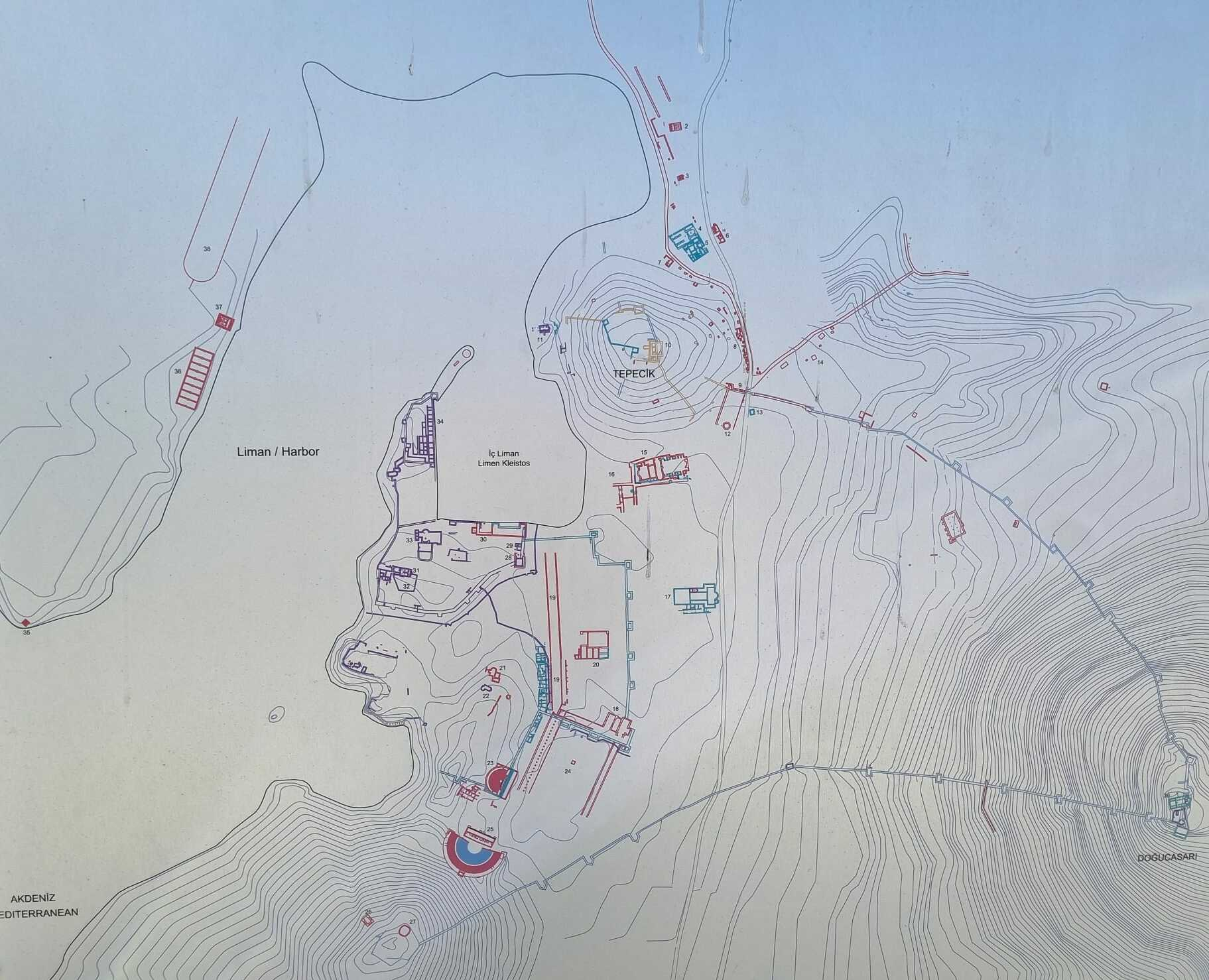
Stadskaart van Patara in de klassieke oudheid. Geel: Archaïsche en klassieke periodes. Blauw: Hellenistische periode. Rood: Romeinse periode.Azuur en paars: Byzantijnse periode.

Alexander de Grote arriveerde in Lycië rond 334 v.Chr. en maakte van Patara een militaire haven. Na Alexanders dood werd de stad een speelbal van zijn generaals, de Diadochen. In de 3e eeuw v.Chr. kwam het onder de heerschappij van de Ptolemaeusdynastie en veranderde de stadsnaam tijdelijk in Arsinoe.
Het werd de hoofdstad van de Lycische Liga, dat in 168/7 v.Chr. werd opgericht. Het was dan ook een van de belangrijkste steden van Lycië, blijkens ook het maximaal aantal van 3 stemmen die het had in de Lycische liga. Patara behield haar functie als hoofdstad toen Lycie in 43 na Christus als provincie bij het Romeinse Rijk werd ingelijfd. De Pax Romana bracht de stad lange tijd vrede en welvaart.
Als gevolg van alluviumafzettingen aan de monding van de Xanthosrivier transformeerde de voorheen grillige kust in de loop van de eeuwen tot een vrij strakke kustlijn waarbij inhammen en baaien eerst meertjes en later drasland werden. Ook de natuurlijke haven van Patara, nog altijd gelegen op vijf kilometer ten zuidoosten van Xanthos, slibde geleidelijk aan dicht en werd de stad in de loop van de Byzantijnse tijd geleidelijk aan verlaten.

### Seltsjoekse en Ottomaanse tijd

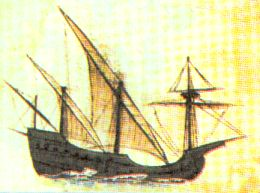
De karveel, een scheepstype dat in de 13e en 14e eeuw de haven van Patara aandeed.

De stad was op sterven na dood toen het door de Seltsjoeken overgenomen werd. De Seltsjoeken heersten in Patara vanaf 1211 toen een grensovereenkomst met de Oost-Romeinen was getekend. Uit deze overeenkomst en de brief van 1216 aan Hugo III van Cyprus blijkt dat controle op piraterij werd uitgevoerd door de inzet van Seltsjoekse oorlogsschepen, die in Lycische havens lagen, waaronder die van Patara, en dat die schepen ook werden gebruikt voor de herovering van Antalya in 1216. Het Seltsjoeks-Venetiaanse handelsverdrag van 1220 gaf de Seltsjoeken controle over Lycië en de Turkmeense en Romeinse bevolking, evenals over de havens van Lycië, waaronder die van Patara. De Seltsjoekse marinebasis werd ook gebruikt voor de lokale cabotagehandel en voor pelgrimages van Latijnen en Rumenen naar de geboorteplaats van Sint-Nicolaas en, vanaf de jaren 1270, als uitvalsbasis voor jihad-rooftochten op Latijns en Romeins grondgebied en scheepvaart. De welvaart onder de Seltsjoeken duurde voort tot de plundering van Patara door Lusignaanse kruisvaarders in 1362, waarop de haven van Patara disfunctioneel werd.
Hoewel algemeen wordt aangenomen dat de verzanding van de haven de belangrijkste reden was voor het verlaten van Patara, speelden ook andere factoren een rol. Zo was er door het ontbreken van een versterkte toegang tot de haven een permanente dreiging van een overval op Patara door de Hospitaalridders van Sint-Jan van Jeruzalem, die in de periode 1310-1522 op Rhodos gevestigd waren. Deze ridders hadden middels scheepspatrouilles controle over de nabije vaarroutes: alleen Latijns-Romeinse en geen islamitische koopvaardijschepen konden passeren, wat de route onveilig maakte. Ondertussen ontwikkelden zich in de 14e eeuw veiliger bases in Carië en noordwaarts, zoals Miletus (Balat), Peçin (Milas), Phesus (Ayasoğluk) en Smyrna (Izmir), om de jihad te vervolgen. Verder droegen de ontvolking door de pest van 1347 en de afstand over land van de haven van Patara naar de grote stedelijke centra bij tot de ondergang van de eens zo belangrijke stad.
Het laatste bericht over activiteit uit het oude Patara is aan het einde van de 15e eeuw, wanneer Sultan Cem aldaar de ridders van Rhodos ontmoette. Vermoedelijk was de baai daarna definitief dichtgeslibt.
Met de overgave van de ridders van Rhodos in 1522 werd de zeeweg van Istanboel naar Egypte langs Patara weer begaanbaar voor Ottomaanse koopvaardijschepen, maar de haven van Patara was toen allang verzand en de stad verlaten. De vuurtorens van Patara diende echter nog steeds als oriëntatiepunt voor zeelieden, zoals blijkt uit Piri Reis' zeekaarten van 1524, waarop wel de vuurtoren maar niet de haven is aangegeven. Daarna verdwenen ook de laatste tekens van Patara door aardbevingen en tsunami's in het oprukkende zand.

### Herontdekking in de 19e eeuw
In 1811 werd Patara 'herontdekt' door een expeditie van de archeologische Society of Dilletante. Enkele van de gravures die toen gemaakt waren geven een goed beeld van de staat van het voormalige havengebied in de 19e eeuw, dat toen nog gevuld met water was.

De voormalige haven in de 19e eeuw
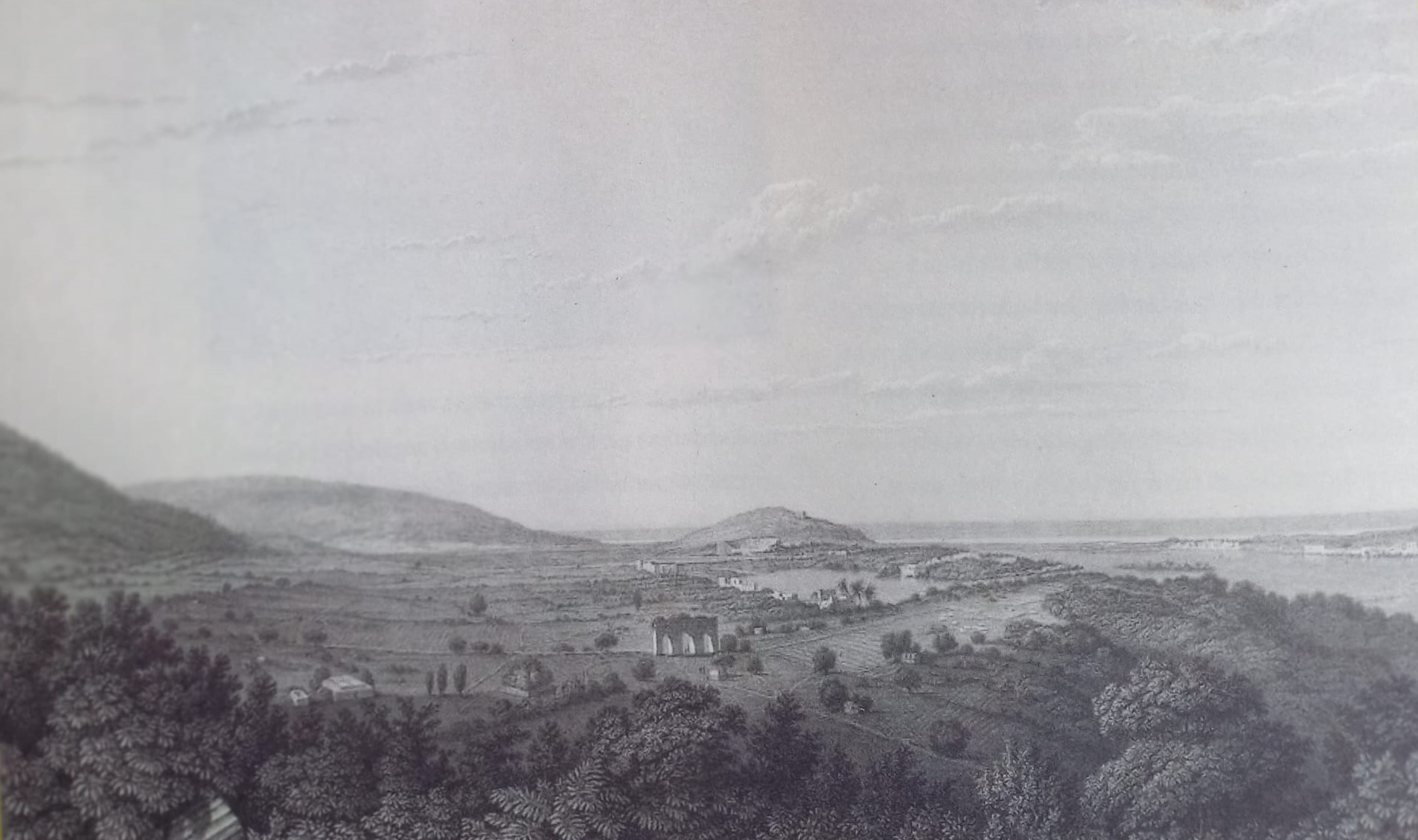
Patara vanuit het noorden bezien in 1811.
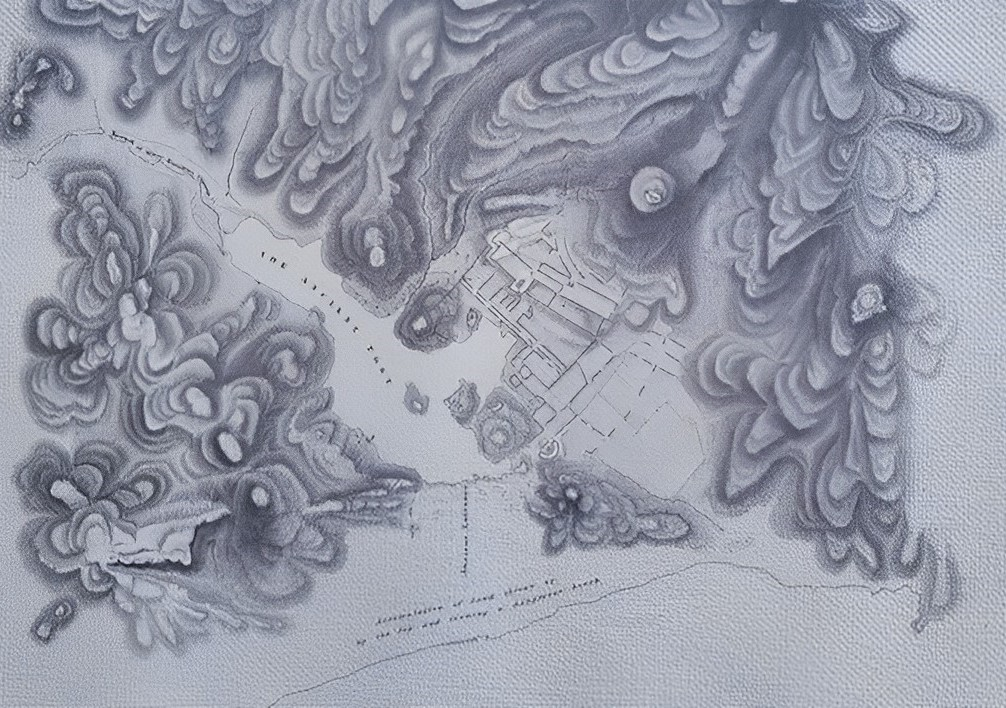
Kaart

### Hedendaagse situatie

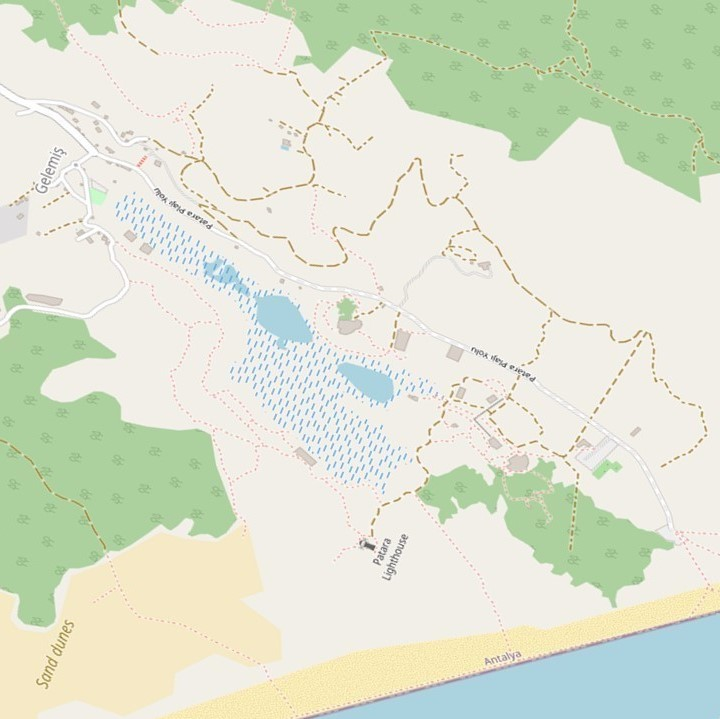
Het gebied van de voormalige haven in 2022, van de zee gescheiden door het Patara-strand.

Heden is het estuarium van de voormalige haven drasland, van de zee gescheiden door een ca. 600 meter brede strook van zand en duinen. De vuurtoren van Patara was rond de 21e eeuwwisseling in deze duinen opgegraven en restauratiewerkzaamheden hieraan waren in 2021 begonnen. De antipharos die aan de andere kant van de voormalige haveningang gestaan moet hebben was door moeilijke toegankelijkheid in het drasland toen nog niet teruggevonden.

Als gevolg van de natuurlijk gevormde dam kan het waterniveau in het drasland wel eens tot een meter boven zeeniveau stijgen. De getijden in het gebied hebben ertoe geleid dat het drasland zich tot aan het noordelijk gelegen dorpje Gelemiş heeft ontwikkeld. Het rietgevulde moerasgebied was anno 2019 anderhalf kilometer lang en een kleine halve kilometer breed.

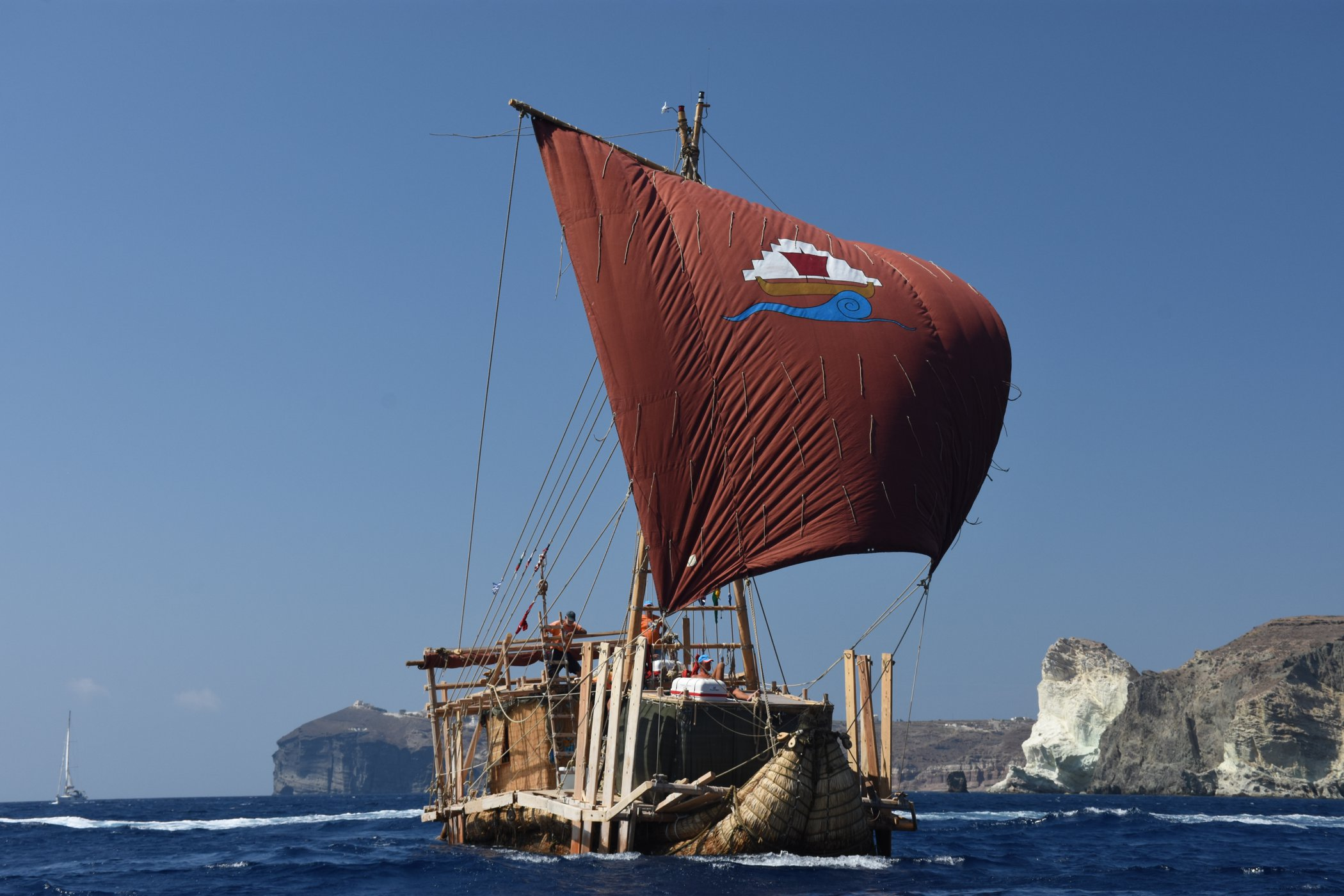
Abora IV, replica op basis van oude Egyptische schilderijen.

In het gebied bevinden zich als overblijfsel van het havengebied twee tussen de 100 en 200 meter grote en 5 meter diepe peervormige plassen. De zuidelijkste plas, de Tekerlekgölü, is een restant van de voormalige binnenhaven. Dit meertje wordt tezamen met het aan de oostelijke oever gelegen dadelpalmbosje van Leto in verband gebracht met mythische vertellingen over de geboorte van Apollo.
Ter plaatse van waar zich de westerse agora in Patara bevond staat heden de Abora IV, een replica van een antiek Egyptisch handelsschip geparkeerd.   

## Het havengebied
De natuurlijk gevormde haven was een baai dat beschut werd door de Doğucasarı heuvels in het oosten, de Tepecik heuvelketen in het noordwesten en de Kurşunlu heuvel in het zuidwesten.

### Buitenhaven

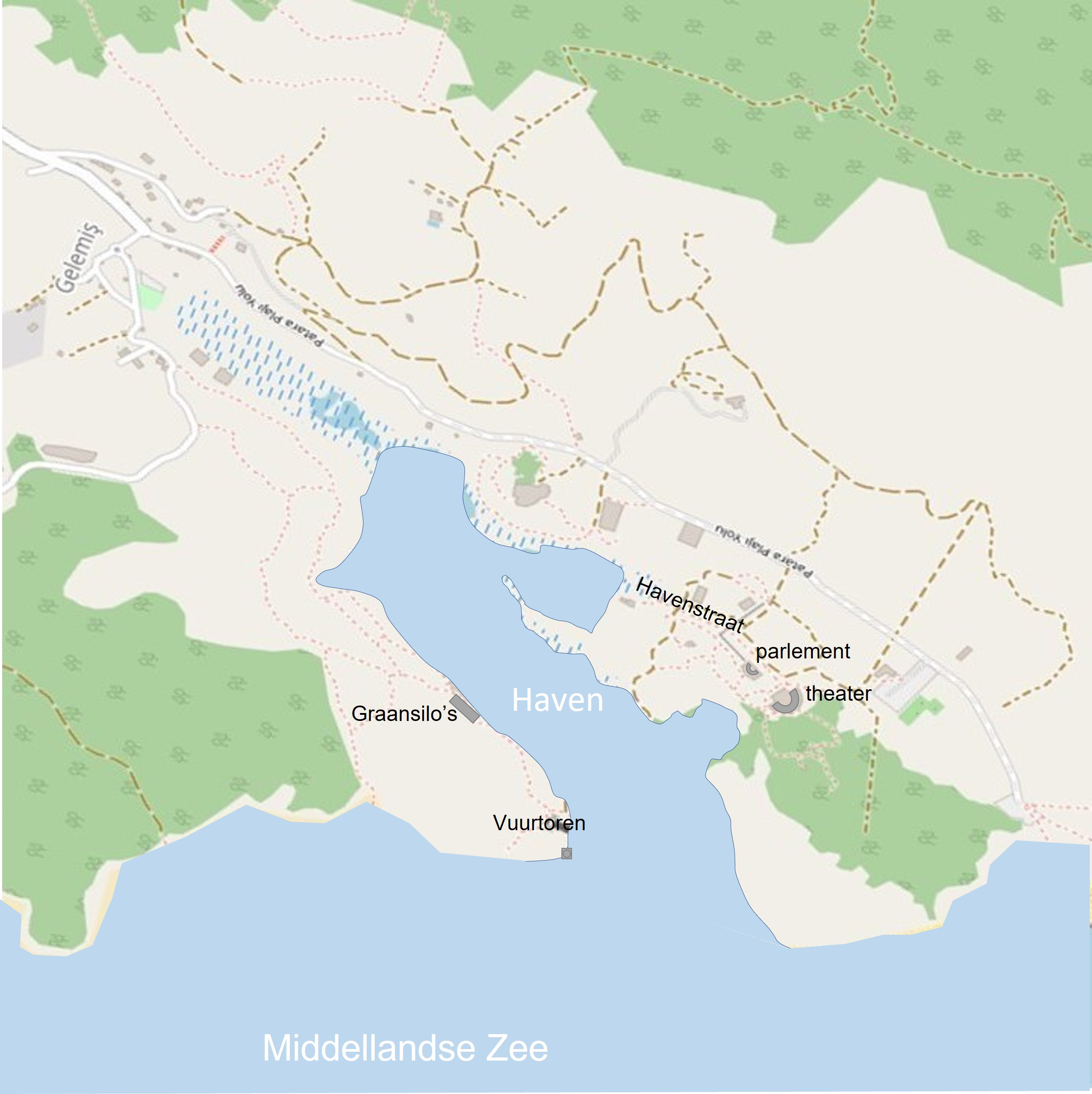
De haven van Patara in de 1e eeuw

De baai bestond uit een toegang vanuit zee, gemarkeerd door twee vuurtorens, de pharos (vuurtoren van Patara) en de antipharos. Op de heuvel rechts van de ingang overzag vermoedelijk een tempel van Apollo de baai. De schepen voeren via een brede geul vanuit het zuiden de zogenaamde buitenhaven in waar aan de linkerzijde het granarium van Hadrianus stond, een grote graanop- en overslag.
Ten noorden van de opslagplaats stond op een verhoging een door Romeinen gebouwde pseudoperipteros-type graftempel, een monumentaal bouwwerk van 19 bij 14 meter. Het was in de een van de grootste Romeinse tempelgraven in Anatolië. Iets verder naar het noorden bevond zich een 240 meter lang stadium waarvan de naar de haven kijkende zijde hoger was dan de zijde met de rug naar de haven. Toeschouwers op de westelijke tribunes hadden er een goed zicht op de haven en de tot aan de oostelijke heuvels strekkende stad. Ten oosten van deze monumenten strekte zich over de heuvels een uitgebreid necropolis met zicht op de haven. Wanneer de kustlijn met de klok mee gevolgd werd, kwam in de Byzantijnse tijd aan de oostelijke zijde iets landinwaarts een vroegchristelijke kerk in beeld.

### Binnenhaven
Via de buitenhaven voeren de schepen rechtsom een havenhoofd gevormd door een klein voorgebergte van ca. 50 breed en 175 meter lang, de zuidelijk gelegen binnenhaven in. In de Byzantijnse tijd was in de 10e eeuw op dit voorgebergte een octogonaal gevormd fort gebouwd met een versterkte toren aan de kop. Bakboord zagen de invarende schepen de havenkerk van Patara.
De zuidelijke kade van de binnenhaven bevatte een verwelkomende dubbele stoa die na een aardbeving in 141/142 door Opramoas van Rhodiapolis gerenoveerd was. De voorste rij zuilen hiervan werden later in het fort verwerkt. De stoa was verbonden met een agora. De haven omringd door diverse tempels en, vanaf de byzantijnse tijd, basilieken en kerkjes. Zeelieden die aan wal kwamen hadden ten oosten de havenbadhuis tot hun beschikking.
In de Romeinse tijd was in de zuidwestelijke hoek van de haven een wegenmonument gebouwd, dat nieuw gearriveerden hielp zich te oriënteren ten aanzien van de steden op het vasteland van Lycië.

## Zee- en havenhandel

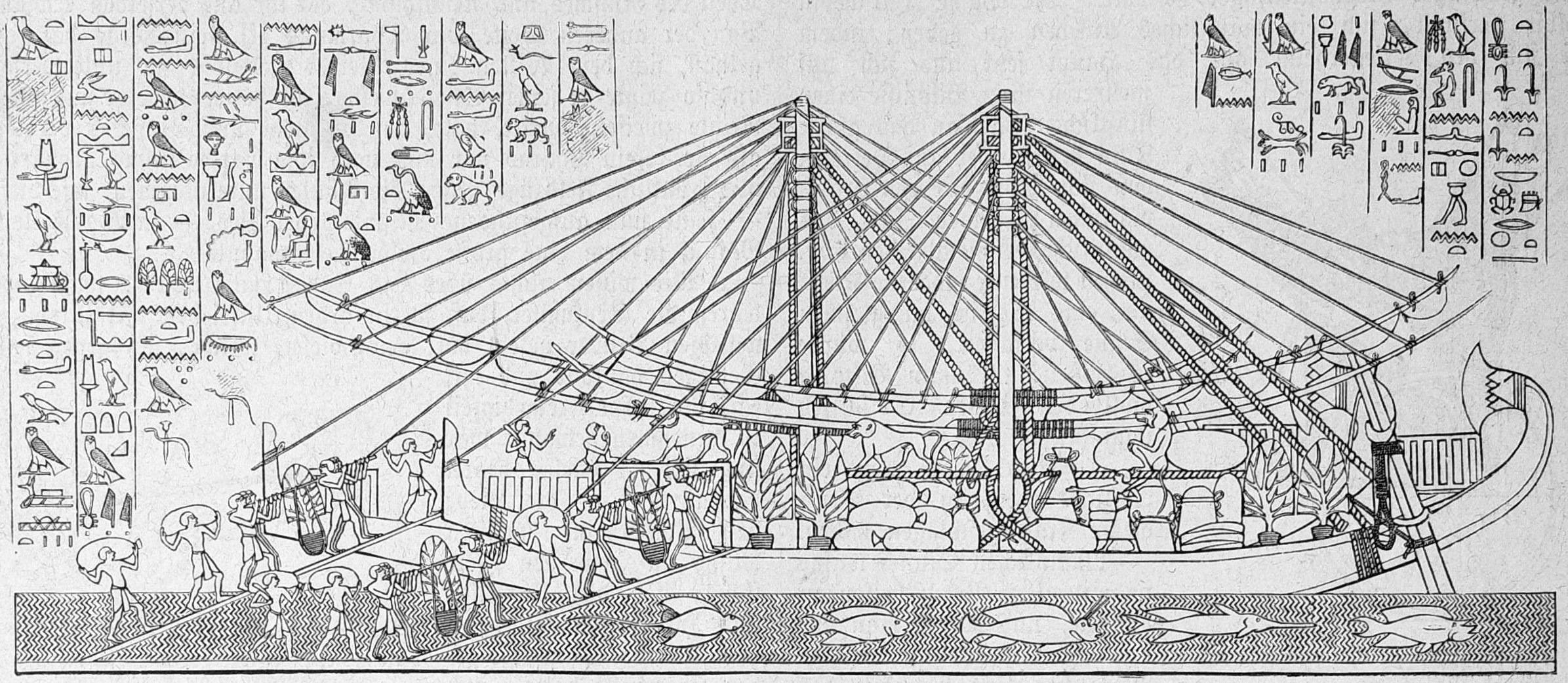
Egyptische handelsschip die mogelijk Patara aangedaan heeft.

In tijden waar vervoer over (bergachtig) land door gebrekkige infrastructuur en vervoersmiddelen zeer moeizaam was, waren waterwegen van groot belang voor handel, reizen, en militaire doeleinden. De geografische ligging van Patara nabij de Xanthos rivier aan de Middellandse Zee was in deze opzichten bijzonder strategisch. Het vormde de toegangspoort tot Lycië vanuit het Middellandse Zeegebied. Het was ook een van de weinige havens die de uit veiligheidsoverwegingen langs de kust varende schepen destijds konden aandoen voor het inslaan van water en proviand en het voeren van handel. Het was de zeehandel in de haven van Patara die de stad in het bijzonder in de Romeinse tijd samen met die van Myra/Andriake een van de rijkste en grootste in het rijk maakte.

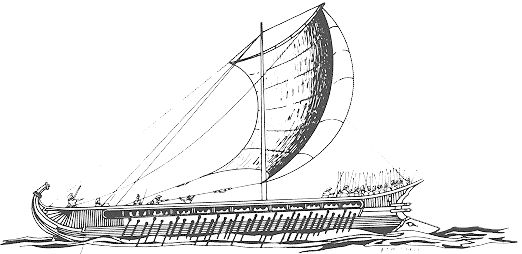
Griekse trireem

Patara heeft gedurende zijn hele geschiedenis als thuishaven van oorlogsvloten gefunctioneerd. Met name in de Hellenistische periode heeft het grote vloten gehuisvest. Vermoed wordt dat het gebied tussen de versterkte fort en de stad als opslag van schepen gebruikt werd.
De haven bevatte grote horrea, die in de Romeinse tijd vervangen werden door het nog grotere en moderne granarium van Hadrianus, een van de twee grootste opslagplaatsen in de regio. Deze silo's werden niet uitsluitend voor de opslag van graan gebruikt. Ook andere levensmiddelen zoals olijven en wijn werden er opgeslagen. Onder Hadrianus' heerschappij werd Patara hiermee een voornaam opslagcentrum ter bevoorrading van de garnizoenen in het oostelijke Romeinse Rijk. In mindere mate werd het granarium gebruikt voor opslag van reserves voor de Lycische bevolking in tijden van schaarste. Ook werd hier het graan opgeslagen dat vanuit Egypte naar Rome vervoerd werd, maar tijdelijk van het schip af moest wegens slecht weer of andere verstoringen gedurende de vaart.

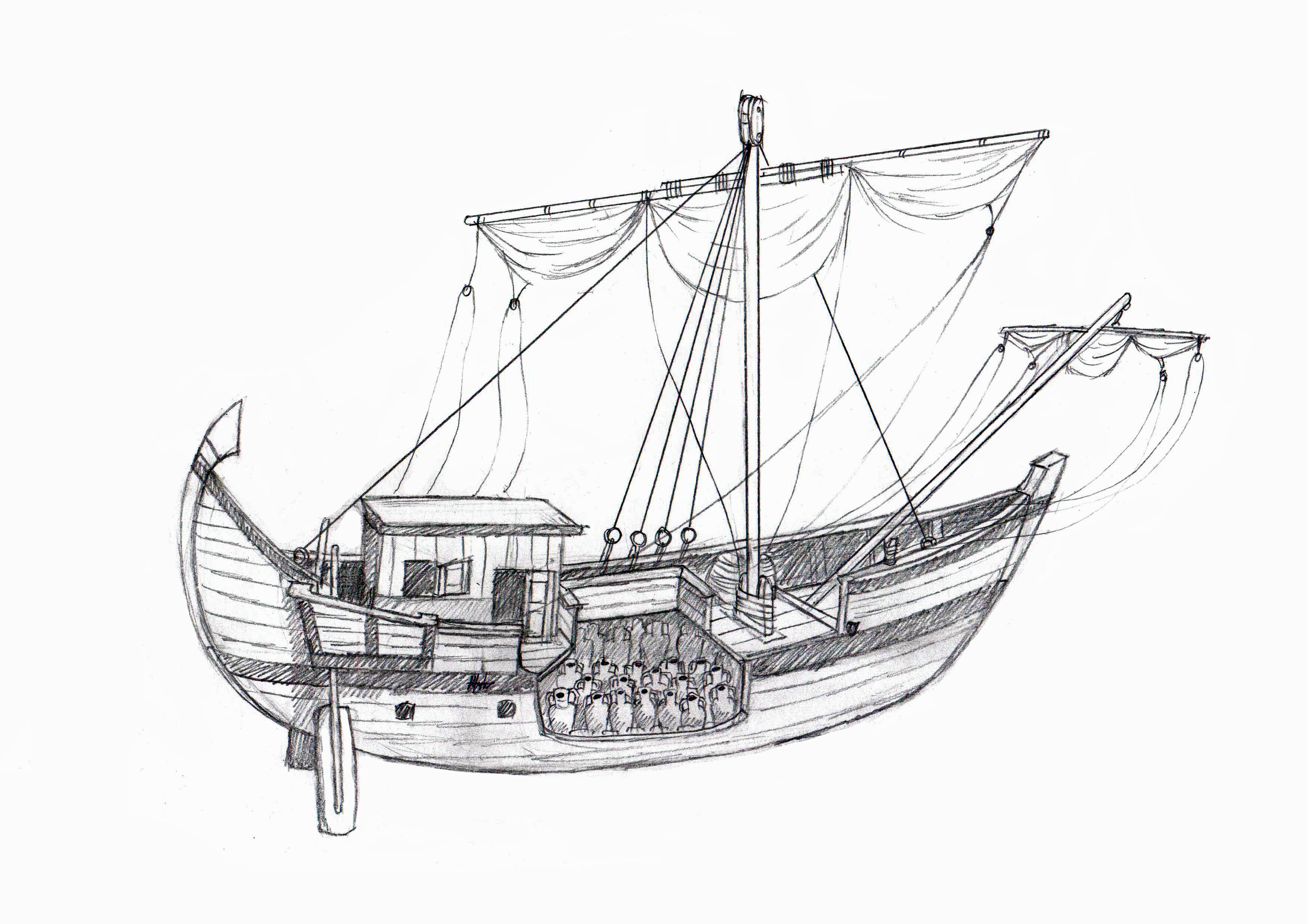
Romeins cargoschip met amfora's

In de literatuur wordt vooral graan, olijven, en wijn genoemd die in of via de haven van Patara werden verhandeld. Van de kostbare producten wordt genoemd: Murex (met name de Murex turunculus), saffraan (van de Crocus sativus) styraxhars, teer en vis. Algemeen gesproken ging het veelal om import en export van een breed gamma aan buitenlandse respectievelijk Lycische producten en diensten. Met name in de tijd van Lucianus van Samosata (120-200) was er een buitengewone hoge industriële productie in de stad van Patara dat bestemd was voor de export. Veel van deze handel geschiedde middels cabotage.

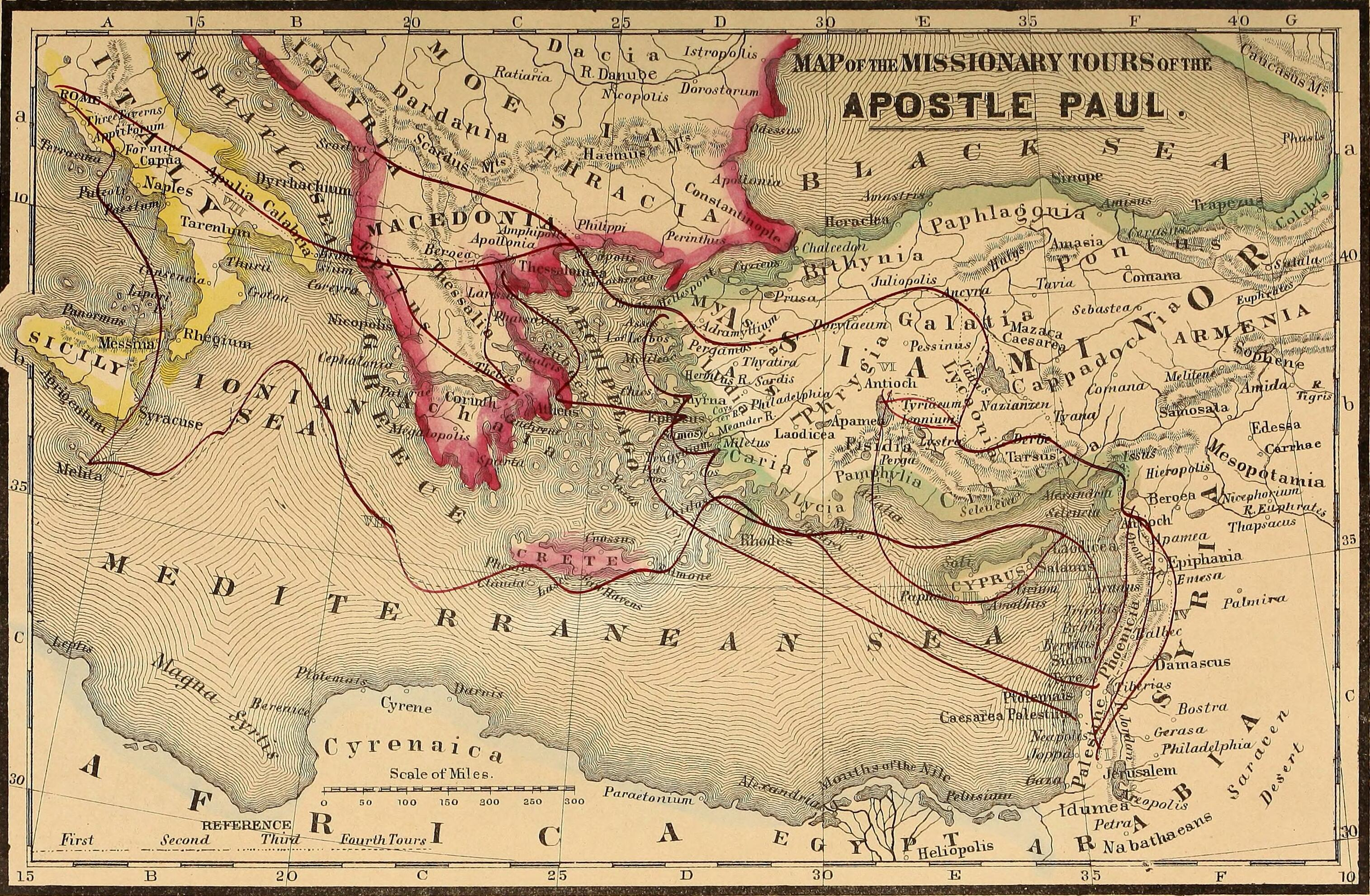
Paulus' bezoek aan Patara gedurende zijn derde missionarissenreis in ca. 53-58 n.Chr.

De haven diende voorts het reizigersvervoer: met name pelgrims deden de stad aan: in de Hellenistische periode was dat voor bezoek aan het Orakel van Apollo. Eeuwen later kreeg de bedevaart een nieuw impuls toen apostol Paulus met Lucas Patara aandeed tijdens zijn derde missionarissenreis in 53-58. Hij maakte tijdens zijn tocht van Rhodos naar Jeruzalem een tussenstop in Patara om van boot te wisselen en vermoedelijk verbleef hij enkele dagen in de stad om er het evangelie te verkondigen. In Byzantijnse tijd was de bedevaart populair vanwege Methodius (†311), die in Patara de martelaarsdood gevonden had, en Sint Nicholaas' (ca. 270 – ca. 342) die er geboren was. Niet ontoepasselijk was dat Nicholaas de patroonheilige was van bedevaarders, reizigers en zeelui.
De economie van Patara heeft vermoedelijk flink geleund op de dienstensector en had de stad zeer waarschijnlijk uitgebreide faciliteiten als slaapverblijven, hygiënische voorzieningen zoals badhuizen, restaurants, souvenirshops, drankgelegenheden, slaven en prostitutie, om in de behoeften te voorzien van reizigers als soldaten, zeelieden, handelaren, pelgrims en toeristen. Illustratief voor de internationale oriëntatie van de stad was het wegenmonument op de kade van de haven, een wegenkaart van Lycië voor arriverende vreemdelingen.

## Bezienswaardigheden in en rond de stad
Patara bevat ruïnes van de Lycische oudheid, Hellinistische periode, Romeinse tijd en de vroege en late Byzantijnse periode. Hoewel opgravingen permanent doorgaan dateren anno 2022 de meeste bezienswaardigheden uit de Romeinse en Byzantijnse tijd. Ook zijn veel necrologische uit de Lycische tijd te bezichtigen.

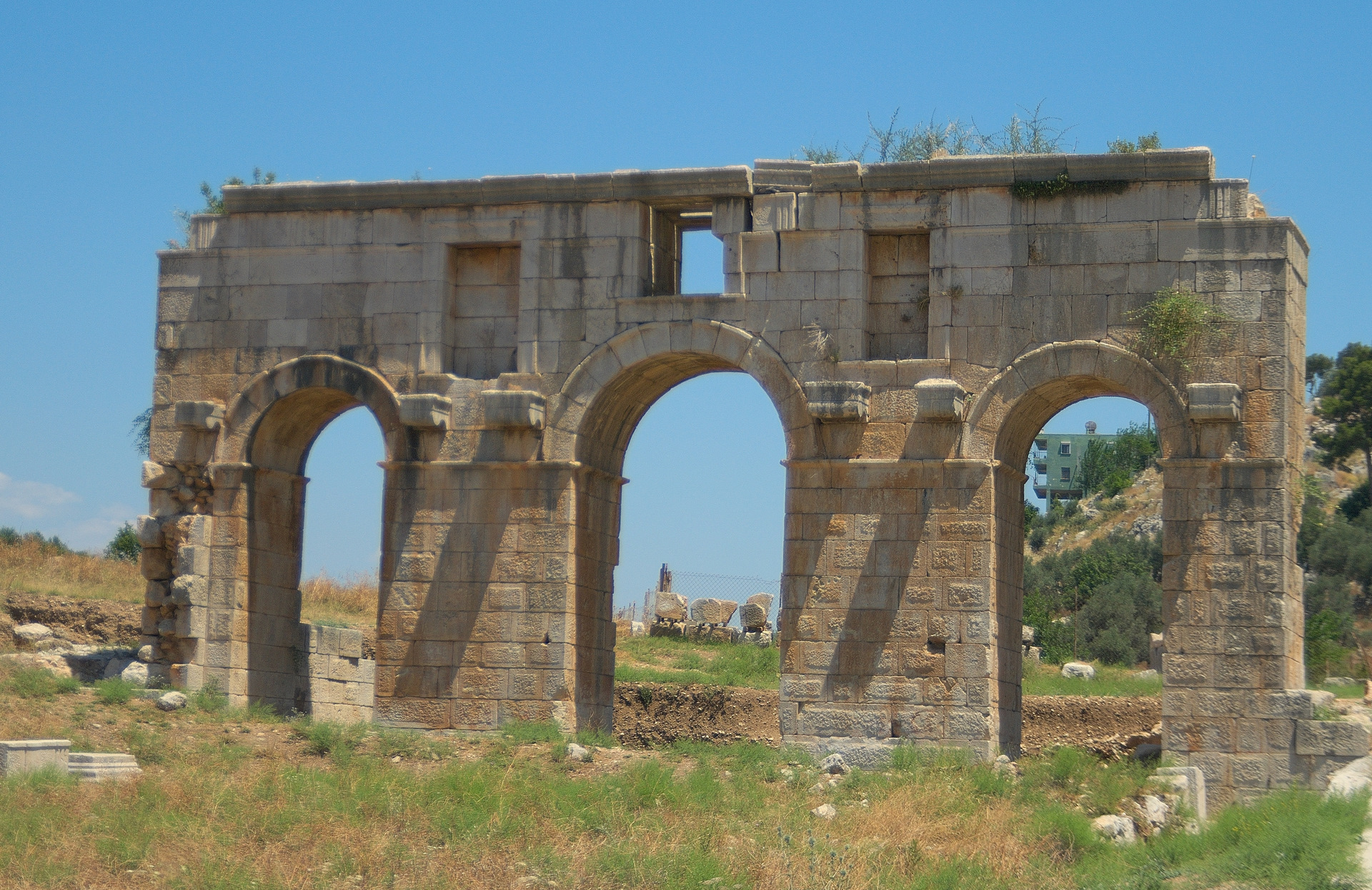
Ereboog van Mettius Modestus of de noordelijke stadspoort

- Ereboog van Mettius Modestus (Romeins).[17] Deze boog is gebouwd ter ere van Mettius Modestus en zijn familie, naar aanleiding van de annexatie van Lycië in het Romeinse Rijk. Het is een van de symbolen van stad en staat. Het vervulde een dubbelfunctie als noordelijke stadspoort en laatste sectie van het Delikkemer-aquaduct: via deze poort stroomde het water de stad binnen.
- Delikkemer (Romeins) Het aquaduct van Patara verzorgde de watervoorziening van de stad. Dit water werd getapt van een karstbron op een aquaductlengte van ca. 23 kilometer in het noordoosten van de stad. Het had als bijzondere kenmerk een omgekeerde sifonsysteem. Het werd ter hoogte van het sifon vernield gedurende een aardbeving in 68 na Christus. De stad moest het toen een viertal jaren zonder deze watervoorziening doen voordat het systeem, onder toeziend oog van Sextus Marcius Priscus, gerepareerd en weer operationeel was.
- Vuurtoren (Romeins). De vuurtoren van Patara was cruciaal voor veilige vervoer over water van en naar zee, in een tijdperk dat er veel schipbreuk geleden werd in de verraderlijke wateren van Patara.
- Hadrianus-granarium (Romeins) De ruïne van de Hadrianus-granarium aan de noordwestelijke kant van het havengebied was in het jaar 131 gebouwd ter ere van het bezoek van Hadrianus en zijn vrouw Vibia Sabina. Het verving de graanschuren die tot dan toe gebruikt werden en die aan de basis stonden van Patara's handel en rijkdom. De granarium bevatte acht opslagkamers en was met afmetingen van 65 bij 32 meter een van de twee grootste keizerlijke opslagplaatsen in de regio.[18][19]
- Grote theater (Hellenistisch/Romeins)Het grote theater van Patara

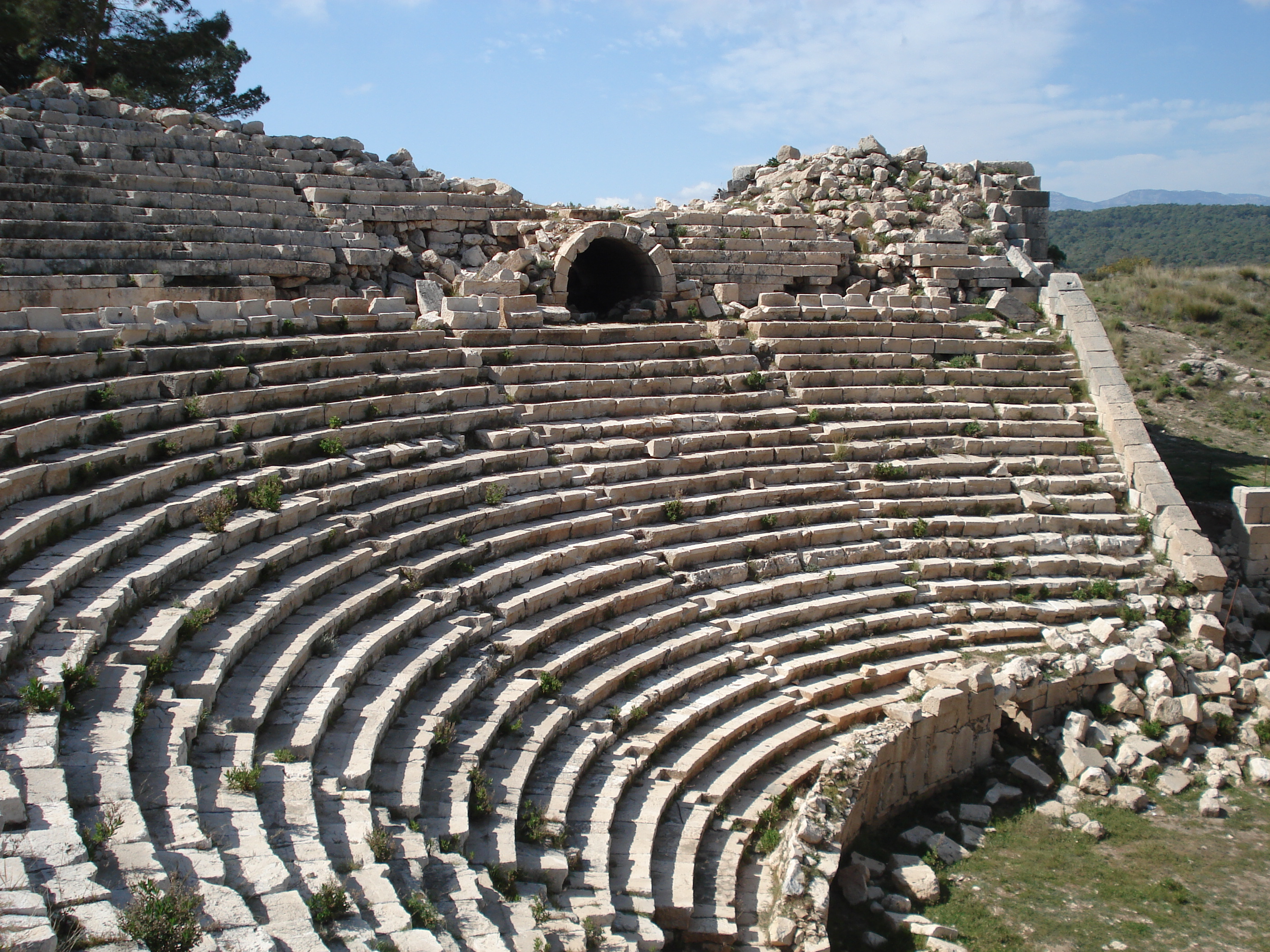
Het grote theater van Patara

- Bouleuterion (Hellenistisch/Romeins) Het parlementsgebouw van Lycië (Hellenistisch/Romeins)
- Badhuizen. De badhuizen, allen door de Romeinen gebouwd, zijn de best bewaarde gebouwden van Patara. Het aantal van vier relatief grote badhuizen is kenmerkend voor de rol die de stad had in Lycië en waren ontstaan door het toerisme van zee en land dat Patara aandeed.[20]
  - Badhuis van Nero. Het badhuis van Nero werd gebouwd in de jaren 60 na Christus en is daarmee de oudste badhuis in Patara en een van de oudste Romeinse badhuizen in Anatolië. Omdat het aan de agora stond spraken de Patarianen vermoedelijk van "het badhuis in de agora".[21] Toen na de dood van Nero de damnatio memoriae over hem uitgesproken was en het badhuis onder Vespasianus werd gerenoveerd, werd het hernoemd tot Badhuis van Vespasianus. Het is een zeldzaam voorbeeld van een badhuistypologie dat bijgedragen heeft aan de ontwikkeling van de oosterse hamam.[22]

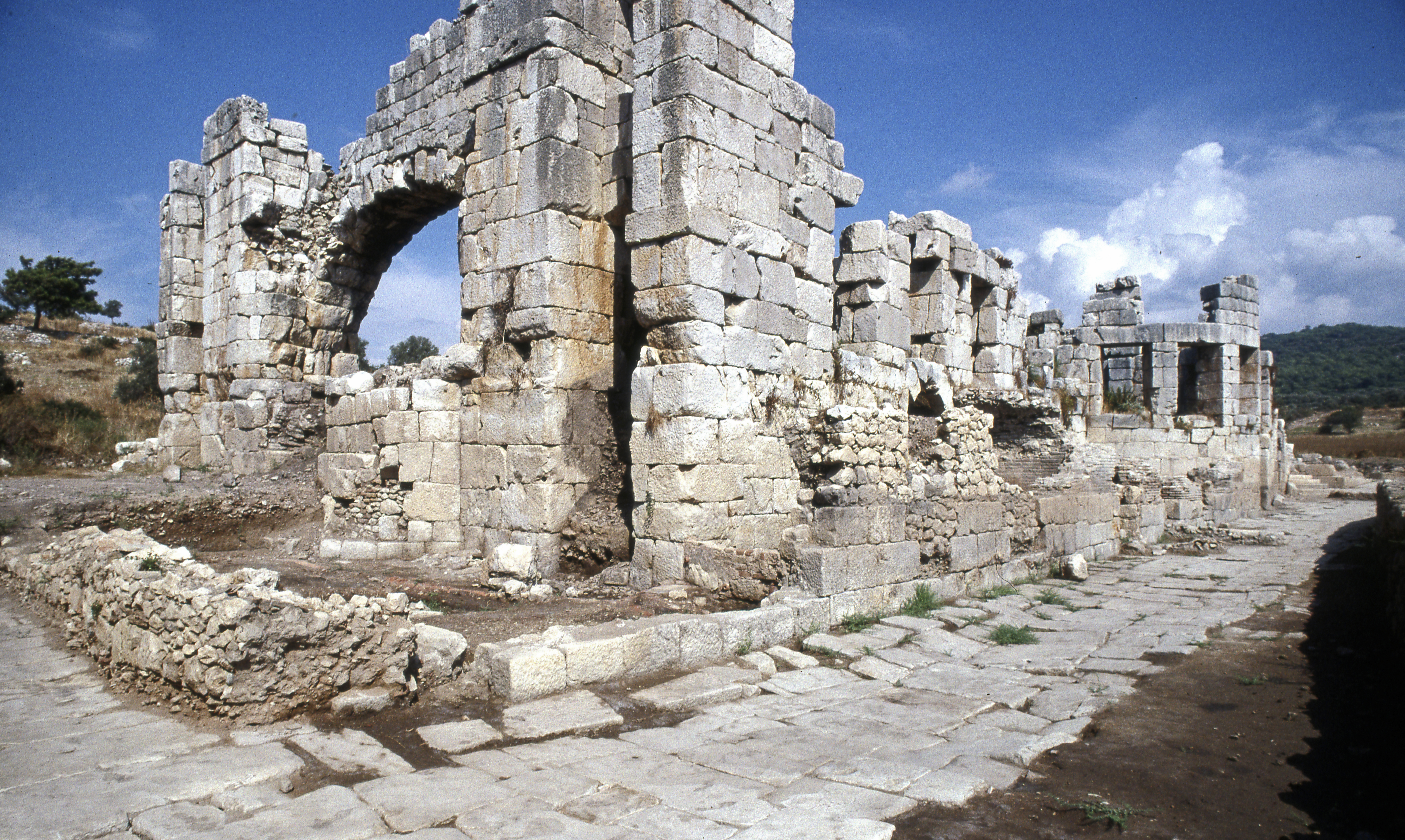
Het havenbadhuis, vanuit de zuidoostelijke hoek bezien

  - Het havenbadhuis, vanuit de zuidoostelijke hoek bezienHavenbadhuis, thans ook wel hurmalık hamam (dadelbosbadhuis) genoemdi vanwege het ernaast gelegen bosje.[23] Dit badhuis was de grootste van de Romeinse badhuizen in Patara en lag in het noordoostelijke deel van de stad, vlak bij de binnenhaven en de stadspoort (de ereboog van Mettius Modestus). Het werd dan ook vooral gebruikt door de arriverende zeelieden en mensen die de stad via de poort bereikten. Dit in de eerste eeuw gebouwde badhuis dat meerdere uitbreidingen en verbouwingen is ondergaan, werd vanaf rond de 5e eeuwwisseling tot de eerste helft van de 7e eeuw gebruikt als werkplaats.[24]
  - Centrale badhuis
  - Kleine badhuis
- Stadium (Romeins)
- Tempels en basilieken
  - Korintische tempel (Romeins)
  - Havenbasiliek (Byzantijns)
  - Stadskerk (Byzantijns)
  - Kapel (Byzantijns)
  - Basiliek (Byzantijns)
- Begraafplaatsen
  - Pseudoperipteros tempeltombe
- Waternetwerk. Het water werd op vernuftige wijze van een bron buiten de stad via de Delikkemer respectievelijk de Ereboog van Mettius Modestus naar een hoofd-castellum vervoerd, vanwaar het verspreid wordt naar secundaire publieke voorzieningen zoals het occtogonale fontein en primaire voorzieningen verdeeld. In dit netwerk zijn drie cisternen bekend.
- Wegenmonument (Romeins) Het wegenmonument dat op de zuidoostelijke kade van de binnenhaven stond, wordt bewaard in het Antalya-museum. Het is een metershoge zuil met rechthoekige doorsnede. Op de zijden staan de Lyceaanse plaatsen gebeiteld met hun onderlinge afstanden, uitgedrukt in stadiën. Het diende mogelijk als wegenkaart voor de vreemdelingen die met de boot in Patara aankwamen.
- Dadelpalmbosje van Leto. Het dadelpalmbosje van Leto is een stokoud bosje van een dertigtal dadelpalmen gelegen langs het havenbadhuis. Dit bosje is mogelijk de plek waar de Griekse godin Leto geboorte gegeven zou hebben aan Apollo. Het bosje dateert van ten minste het begin van de jaartelling. De dadelpalmen zijn de enige van hun soort die in de regio van Patara voorkomen.